# Camarones (Chubut)
Camarones is een plaats in het Argentijnse bestuurlijke gebied Florentino Ameghino in de provincie Chubut. De plaats telt 1.079 inwoners.

## Cultuur

### Bezienswaardigheid
- Museo De La Familia Perón, museum over Juan Perón en zijn familie